# Heinz Winterling
Heinz Winterling (* 7. Februar 1940; † 13. April 2014 in Hof (Saale)) war ein deutscher Fußballspieler. Für den FC Bayern Hof hat der Mittelfeldspieler von 1959 bis 1963 in der damals erstklassigen Fußball-Oberliga Süd 85 Ligaspiele mit vier Toren und von 1963 bis 1966 in der zweitklassigen Fußball-Regionalliga Süd 93 weitere Ligaspiele mit 17 Toren absolviert.

## Sportliche Laufbahn

### Jugend
Bereits in der Jugend des FC Bayern Hof zeichnete sich „Zorro“ Winterling mit seinem Talent als Fußballer durch besondere Leistungen aus. Über die verschiedenen regionalen und bayerischen Auswahlteams führte sein Weg im zweiten A-Jugendjahr 1957/58 bis in die DFB-Jugendnationalmannschaft. Er debütierte am 12. März 1958 in Bolton beim Jugendländerspiel gegen England bei einem 2:1-Erfolg gegen die Talente von der Insel. Er spielte auf seinem angestammten Platz als linker Außenläufer und bildete gemeinsam mit Torhüter Peter Kunter, dem Verteidigerpaar Wolfgang Höfig-Friedel Rausch und den Läuferkollegen Fritz Hempler (TSG Ulm 1846) und Norbert Stoll (Eintracht Trier) die spieltragende Defensive. Im April nahm das Hofer Nachwuchstalent mit der DFB-Jugendnationalmannschaft am UEFA-Juniorenturnier teil, das der DFB in der Bundesrepublik als Veranstalter organisierte. In den drei Gruppenspielen gegen Österreich (2:1), Tschechoslowakei (3:1) und Belgien (2:2) lief Winterling jeweils als linker Außenläufer im damaligen WM-System auf. Dem talentierten DFB-Aufgebot gehörten in der Offensive auch noch Günter Herrmann, Willibert Kremer, Ernst Kuster, Jürgen Sundermann und Wolfgang Solz an. Im Sommer 1958 wurde er in den Kader der Oberfranken in der 2. Liga Süd aufgenommen.

### Oberliga Süd, 1959 bis 1963
Unter Trainer Alfred „Fred“ Hoffmann gehörte der 18-jährige Nachwuchsfußballer in seiner ersten Saison im Seniorenbereich, 1958/59, sofort dem Spielerkader des oberfränkischen Clubs vom Stadion Grüne Au in der 2. Liga Süd an. An der Seite von Mitspielern wie Reinhold Felleiter, Bruder Hans, Hubert Bachmann, Heinz Murrmann, Heinz Hörath, Paul Richter, Otto Beyerlein, Herbert Zollfrank und Torjäger Alfred Horn mit 27 Treffern kam der vormalige A-Jugendliche auf 15 Ligaspiele in der 2. Liga und hatte damit zur Vizemeisterschaft der Hofer und dem überraschenden Aufstieg in die Oberliga Süd beigetragen. Hof zählte zu dieser Zeit nur rund 50.000 Einwohner und wirtschaftlich war die Stadt im Abseits, dreieinhalb Kilometer von der DDR-Grenze und zwölf von der damaligen CSSR entfernt, auch nicht mit den zukünftigen Oberligagegnern aus Nürnberg, München, Stuttgart, Frankfurt, Karlsruhe und Mannheim zu vergleichen. Hof finanzierte sich über die Zuschauereinnahmen und die großen Börsen gab‘s für die Spieler nicht: Heinz Winterling machte seinen Führerschein erst 1963 als Stammspieler in der Oberliga Süd; vorher fuhr er mit dem Rad zur Arbeit und Training.
Sein Debüt in der Oberliga gab der zumeist als Außenläufer eingesetzte Mittelfeldspieler am ersten Spieltag der Runde 1959/60, am 23. August 1959, bei einer 2:6-Auswärtsniederlage bei Kickers Offenbach. Am Rundenende belegte der Aufsteiger den 13. Rang und hatte damit den erhofften Klassenerhalt erreicht; Winterling hatte in 14 Ligaeinsätzen mitgewirkt. Die Oberfranken hatten sich nur mit Torhüter Horst Kästner und Adolf Lindner verstärkt und dazu noch die zwei Talente aus den eigenen Reihen, Klaus Fischer und Walter Greim, in den Ligakader übernommen. Am 17. September glückte gegen den FC Bayern München ein unerwarteter 5:3-Heimsieg und am 31. Januar 1960 gelang auch ein 1:0-Heimerfolg gegen den späteren Europacupfinalisten Eintracht Frankfurt. Massives Lehrgeld hatten die Schwarz-Gelben aus dem Zonenrandgebiet aber dagegen bei den beiden „Schlappen“ mit 0:11 gegen die Eintracht und dem 1:10 gegen den Karlsruher SC bezahlt.
Als Hof in der Runde 1961/62 überraschend unter Trainer Gunther Baumann den sechsten Rang erreichte, hatte Winterling 26 Spiele (1 Tor) absolviert und der Techniker und Kombinationsfußballer Siegfried Stark mit 15 Toren die vereinsinterne Torjägerliste angeführt. Herausragend waren in dieser starken Runde der Schwarz-Gelben die Erfolge gegen den VfB Stuttgart (3:1), FC Bayern München (auswärts mit 5:0), 1860 München (2:1), 1. FC Nürnberg (3:1; Heimerfolg am 1. April 1962 vor 17.000 Zuschauern) und im Nachholspiel am 21. April 1962 ein 5:1-Heimsieg gegen Kickers Offenbach. In dieser Hofer Erfolgsrunde bildete der Außenläufer zusammen mit den Mannschaftskameraden Horst Kästner (Torhüter), Heinz Murrmann, Walter Feilhuber, Walter Greim, Klaus Fischer, Paul Richter und Siegfried Stark das Gerüst der Oberfranken. Im letzten Jahr der alten Oberliga-Erstklassigkeit, 1962/63, lief „Zorro“ in allen 30 Rundenspielen auf und erzielte dabei drei Treffer. Hof beendete die Oberligaära auf dem 13. Rang; die ganz große Leidenschaft war in dieser entscheidenden Runde für die Nominierung zur neuen Fußball-Bundesliga in Hof nicht aufgekommen. Das Rundenziel konnte für die finanziell nicht konkurrenzfähigen Oberfranken auf keinen Fall das Anstreben der Bundesliga sein, den Abschluss der Erstklassigkeit in der Oberliga mit Anstand über die Bühne zu bringen und die Vorbereitung auf die Zweitklassigkeit in der Regionalliga Süd, standen im Vordergrund. Heinz Winterling hatte von 1959 bis 1963 in der Oberliga Süd 85 Spiele absolviert und vier Tore erzielt.
Über den organisch gewachsenen Spielerkader der Hofer, zumeist aus der Jugend und dem unmittelbaren Umland gekommen, meinte er: „Wir kannten uns von kleinauf, schon von der Schule her“.

### Regionalliga Süd, 1963 bis 1966
1963/64 startete die neue Ligeneinteilung des DFB mit der 16er-Bundesliga und den darunter befindlichen fünf Regionalligen. Hof trat in der Regionalliga Süd an und belegte in der 20er-Staffel den 13. Rang. Die Spielvereinigung hatte im ersten Jahr Probleme sich an die neue Klasse zu gewöhnen; auch die Verluste von Alfred Horn (bereits 1961/62 zu Eintracht Frankfurt) und Siegfried Stark (1963/64 zum Karlsruher SC) machten sich jetzt sportlich leistungsmindernd bemerkbar. Lediglich der 1:0-Erfolg am 3. Mai 1964 im Heimspiel gegen den klar favorisierten FC Bayern München unter Trainer Zlatko Čajkovski und den Spielern (Sepp Maier, Werner Olk, Rainer Ohlhauser, Herbert Erhardt, Dieter Brenninger, Dieter Koulmann, Peter Kupferschmidt) ragte deutlich heraus. Trainer Jakob Müller hatte in der Läuferreihe Winterling, Feilhuber und Paul Richter aufgeboten und Walter Greim erzielte den Siegtreffer. Im zweiten Regionalligajahr, 1964/65, konnte Hof mit Winterling und Kollegen immerhin die Runde mit einem ausgeglichenen Punktekonto von 36:36 Zählern auf dem neunten Rang beenden. Der rechte Außenläufer erzielte beim 2:1-Heimerfolg am 18. Oktober 1964 in der 89. Spielminute den Siegtreffer und erlebte auch den 3:2-Heimerfolg am 23. Januar 1965 gegen den späteren Meister und Bundesligaaufsteiger Bayern München als Aktiver auf dem Rasen. Die Runde beendete Hof mit einem 6:2-Heimerfolg am 9. Mai 1965 gegen Schwaben Augsburg, wobei sich „Zorro“ Winterling als zweifacher Torschütze auszeichnete.
Vor der Saison 1965/66 kehrte Siegfried Stark vom Karlsruher SC zurück und das Bayreuther Torjägertalent Wolfgang Breuer schloss sich den Mannen von der Grünen Au an. Wie im Vorjahr belegte die Spielvereinigung den 9. Rang und Heinz Winterling hatte an der Seite des 27-fachen Torschützen „Bobby“ Breuer in 22 Rundenspielen sieben Tore erzielt. Neben einer Negativserie in der Hinrunde ragte in der Rückrunde am 27. März 1966 ein 5:0-Heimerfolg gegen Kickers Offenbach heraus, wobei „Zorro“ als Halbstürmer zwei Tore gegen die von Kickers-Legende Hermann Nuber angeführte Kickers-Defensive gelangen. Am 23. April 1966 zeichnete er sich beim 1:0-Heimerfolg gegen den späteren Südmeister FC Schweinfurt als Siegtorschütze aus. Am letzten Spieltag der Saison, am 22. Mai 1966, bei einem 2:2 bei den Stuttgarter Kickers verabschiedete er sich mit dem Treffer zum 2:2 aus der Regionalliga und seinem Heimatverein FC Bayern Hof. Nach 93 Regionalligaeinsätzen mit 17 Toren schloss er sich zur Saison 1966/67 dem VfB Helmbrechts in der Bayernliga an und beendete seine Vertragsspielerkarriere.